# Science
Science (en español: ‘Ciencia’) es una revista científica y órgano de expresión de la American Association for the Advancement of Science (AAAS), la Asociación Estadounidense para el Avance de la Ciencia.

## Historia
Science fue fundada en Nueva York por John Michaels en 1880 con soporte financiero de Thomas Edison y posteriormente de Alexander Graham Bell. Sin embargo, inicialmente no tiene mucho éxito y finaliza su publicación en marzo de 1882. Un año después, el entomólogo Samuel H. Scudder recupera la revista alcanzando un mayor renombre al cubrir las reuniones de las sociedades científicas estadounidenses, incluyendo la AAAS. Sin embargo, en 1884, de nuevo tiene problemas financieros y fue vendida al psicólogo James McKeen Cattell por 500 dólares. En un acuerdo entre Catelll y el, por entonces, secretario de la AAAS Leland O. Howard, Science pasa a ser el órgano de expresión de la Sociedad estadounidense para el Avance de la Ciencia en 1900. Durante los primeros años del siglo XX son publicados en Science, artículos como la genética de la mosca del vinagre por Thomas Hunt Morgan, artículos de Albert Einstein sobre gravitación, y la nebulosa espiral de Edwin Hubble. Después de la muerte de Cattell en 1944, la propiedad de la revista pasó a la AAAS.
En 1900 se adopta como la revista de la Asociación Estadounidense para el Avance de la Ciencia. El mayor objetivo de la revista es la publicación de hallazgos de investigación reciente (fuente primaria). Science es también conocida por sus science-related news (‘noticias relacionadas con la ciencia’), que es una publicación sobre política científica y otros asuntos en relación con el área de las ciencias y tecnología. Cubre una amplia gama de disciplinas científicas, pero tiene especial interés en las ciencias de la vida. Tiene un factor de impacto en 2014 de 33.611 (medido por Thomson ISI).
En 2007 esta revista fue galardonada con el Premio Príncipe de Asturias de Comunicación y Humanidades junto con la revista Nature.

## Disponibilidad
Las últimas ediciones de la revista están disponibles en línea, a través del sitio web principal de la revista, solo para suscriptores, miembros de la AAAS y para su envío a las direcciones IP de las instituciones suscritas; los estudiantes, los maestros de K–12 y algunos otros pueden suscribirse a una tarifa reducida. Sin embargo, los artículos de investigación publicados después de 1997 están disponibles de forma gratuita (con registro en línea) un año después de su publicación, es decir, acceso abierto diferido. Los artículos importantes relacionados con la salud pública también están disponibles de forma gratuita, a veces inmediatamente después de su publicación. Los miembros de la AAAS también pueden acceder a los archivos de ciencia anteriores a 1997 en el Sciencesitio web, donde se llama "Science Classic". Las instituciones pueden optar por agregar Science Classic a sus suscripciones por una tarifa adicional. También se puede acceder a algunos artículos más antiguos a través de JSTOR y ProQuest .
La revista también participa en iniciativas que brindan acceso gratuito o de bajo costo a lectores en países en desarrollo, incluidos HINARI , OARE, AGORA y Scidev.net .
Otras características del sitio web de Science incluyen la sección gratuita " ScienceNow " con "noticias científicas actualizadas", y " ScienceCareers ", que proporciona recursos profesionales gratuitos para científicos e ingenieros. Science Express ( Sciencexpress ) proporciona una publicación electrónica avanzada de artículos científicos seleccionados.